# コーク焼き討ち

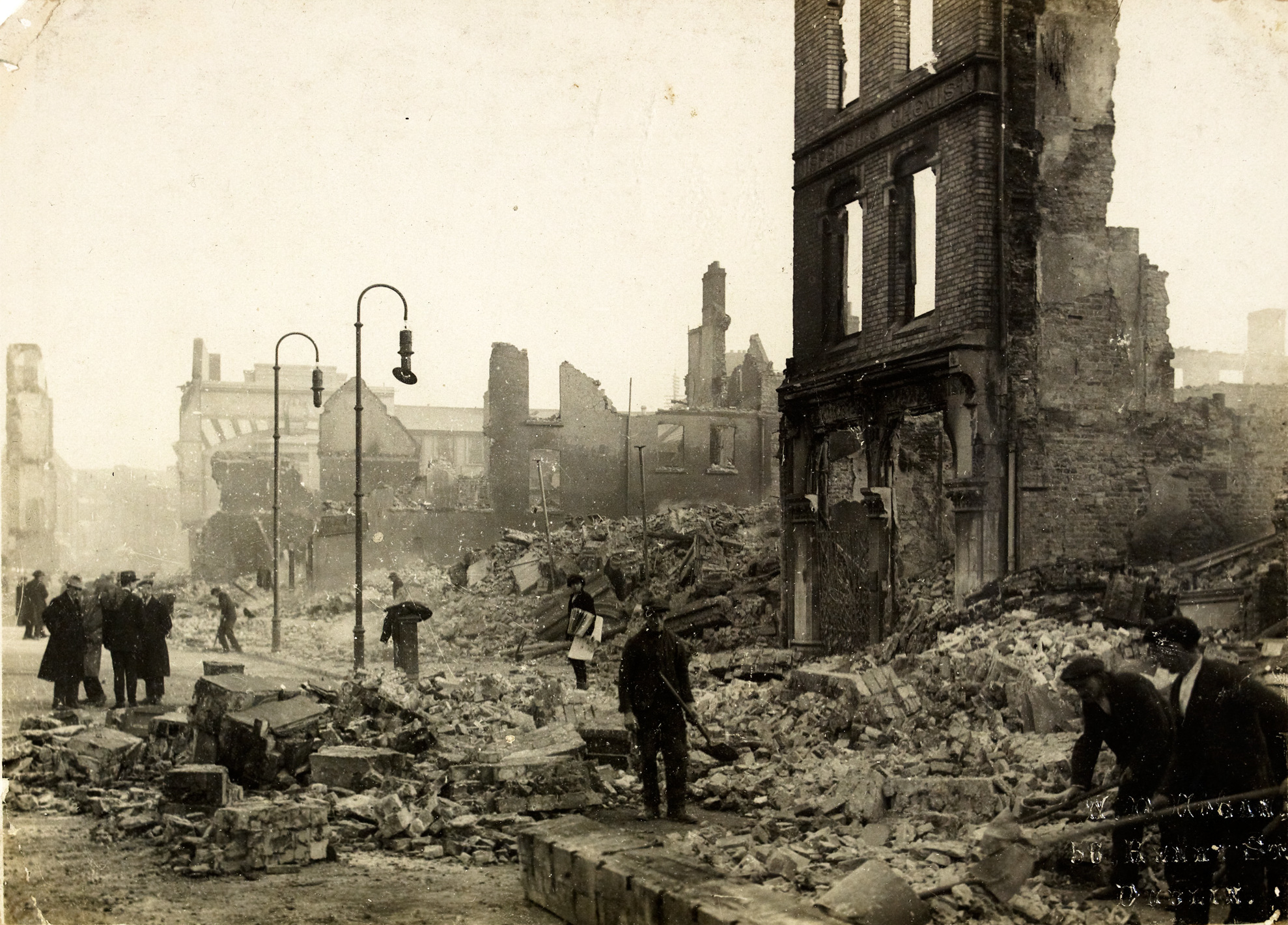
火災後、コークのセントパトリックスストリートで瓦礫を片付ける労働者

コーク焼き討ち（コーク襲撃、Burning of Cork、アイルランド語: Dó Chorcaí  ）  は、アイルランド独立戦争中の1920年12月11日から12日の夜、イギリス軍がアイルランドのコーク市に甚大な被害を与えた襲撃事件である。きっかけは、アイルランド共和国軍（IRA）による、コーク市に駐屯するイギリス人の部隊オークジラリーズ（Auxiliary Division：王立アイルランド警察隊（RIC）の補助部隊）のパトロール部隊への奇襲が行われ、12人が負傷、1人が致命傷となった事であった。
その報復として、オークジラリーズ、ブラック・アンド・タンズ、イギリス兵により、最初は待ち伏せが行われた現場近くの家屋が放火され、その後にコークの中心部で略奪及び多数の建物が焼き払われた。多くの一般市民がイギリス軍に殴られ、撃たれ、強盗に入られたと報告している。消防士の証言によると、消火活動を行うとイギリス兵から止めるように脅され、ホースの切断、発砲によって妨害された。また、市の北部では非武装のIRA志願兵2人が自宅で射殺された。
40以上の商業施設、300以上の住宅、市庁舎、カーネギー図書館が火災により焼失した。火災の原因の多くは焼夷弾によるものだった。経済的な被害は300万ポンド（2019年の1億5500万ユーロに相当）以上と推定され、2000人が職を失い、それ以上に多くの人が住む場所を失った。
イギリス軍は戦時中、アイルランドの民間人に対して同様の報復を多数行っており、この3ヶ月前に発生したバルブリガンの略奪と、コーク襲撃はとりわけ大規模なものであった。イギリス政府は当初、自軍が火事を起こしたことを否定し、軍からの取り調べを行うことにのみ同意した。この調査では、放火はオークジラリーズの部隊によるものと結論づけられたが、政府は当時の報告書を公表することを拒否していた。

## 背景

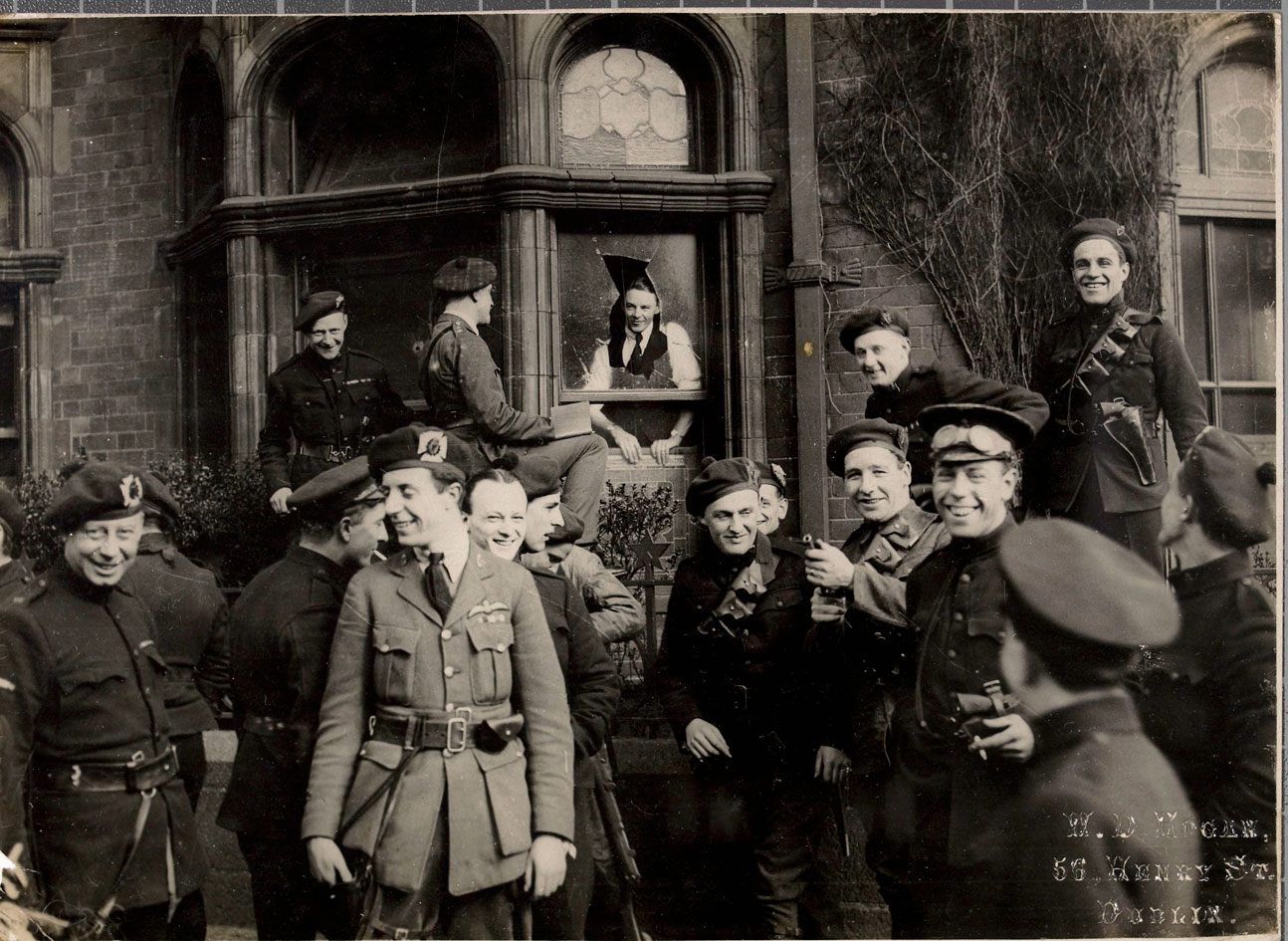
1921年4月、ダブリンの「ブラック・アンド・タンズ」とオークジラリーズのグループ

アイルランド独立戦争は、1919年にアイルランド共和国の設立が宣言され、議会であるドイル・エアランが設立されたことを受けて始まった。アイルランド共和国軍（IRA）は、イギリス陸軍とアイルランド王立警察隊（RIC）を相手にゲリラ戦を展開した。これに対し、RICはイギリスから援軍を募り始めたが、その多くは第一次世界大戦で戦った元兵士で、失業中の者たちであった。その中には、ブラック・アンド・タンズと呼ばれる正規の警察官としてRICに採用された者もいた。その他の元陸軍士官は、RICの対反乱部隊であるオークジラリーズに採用された。なお、オークジラリーズは当時戦争相であったウィンストン・チャーチルの発案により組織されたものである。
オークジラリーズとブラック・アンド・タンズは、IRAの攻撃に対する報復を数多く行い、法律を無視した殺人や放火を多数行ったことで悪名を馳せた。1920年3月には、共和党員であるコーク市長トマス・マクカーテンが自宅で顔を黒塗りにしたブラック・アンド・タンズのメンバーによって射殺された。1920年9月20日にバルブリガンで起きたIRA襲撃事件の報復として、ブラック・アンド・タンズは村の50軒以上の家や会社を焼き、身柄を拘束していた地元の共和党員2人を殺害した。これは国際的な注目を集め、バルブリガンの略奪として知られるようになった。その2日後、6人のRIC将校が殺害されたライニーンの待ち伏せ事件の後、ブラック・アンド・タンズは周辺の村の多くの家を焼き、5人の民間人を殺害した。IRAの諜報員であるフローレンス・オドナヒューは、その後のコークでの焼き討ちや略奪は「孤立した事件ではなく、英国政府が暗黙的、もしくは明示的に政策の立案及び承認したものを大規模に実行したものである」と述べている。
コークは独立戦争の震源地であった。1920年11月23日、コークの目抜き通りであるセント・パトリック・ストリートで行われた旅団会議を終えたばかりのIRA志願兵のグループに、制服を着ていないブラック・アンド・タンズが手榴弾を投げ込み、第1コーク旅団の3人のIRA志願兵が死亡した。ニューヨーク・タイムズ紙は16人が負傷したと報じた。
1920年11月28日、IRAの第3コーク旅団はキルマイケルで補助隊のパトロールを待ち伏せし、オークジラリーズの隊員17名を殺害したが、これはこの戦争におけるイギリス人の最大の犠牲者であった。12月10日、英国政府はコーク市を含むコーク郡、ケリー郡、リムリック郡、ティペラリー郡に戒厳令を布告した。コーク市には、毎晩10時からの夜間外出禁止令が出された。IRAの志願兵であるショーン・ヒアリーは、「この時間になると少なくとも1,000人の軍隊がヴィクトリア・バラックスから溢れ出し、街を完全に支配していた」と回想している。

## バーニンアンドルーティング

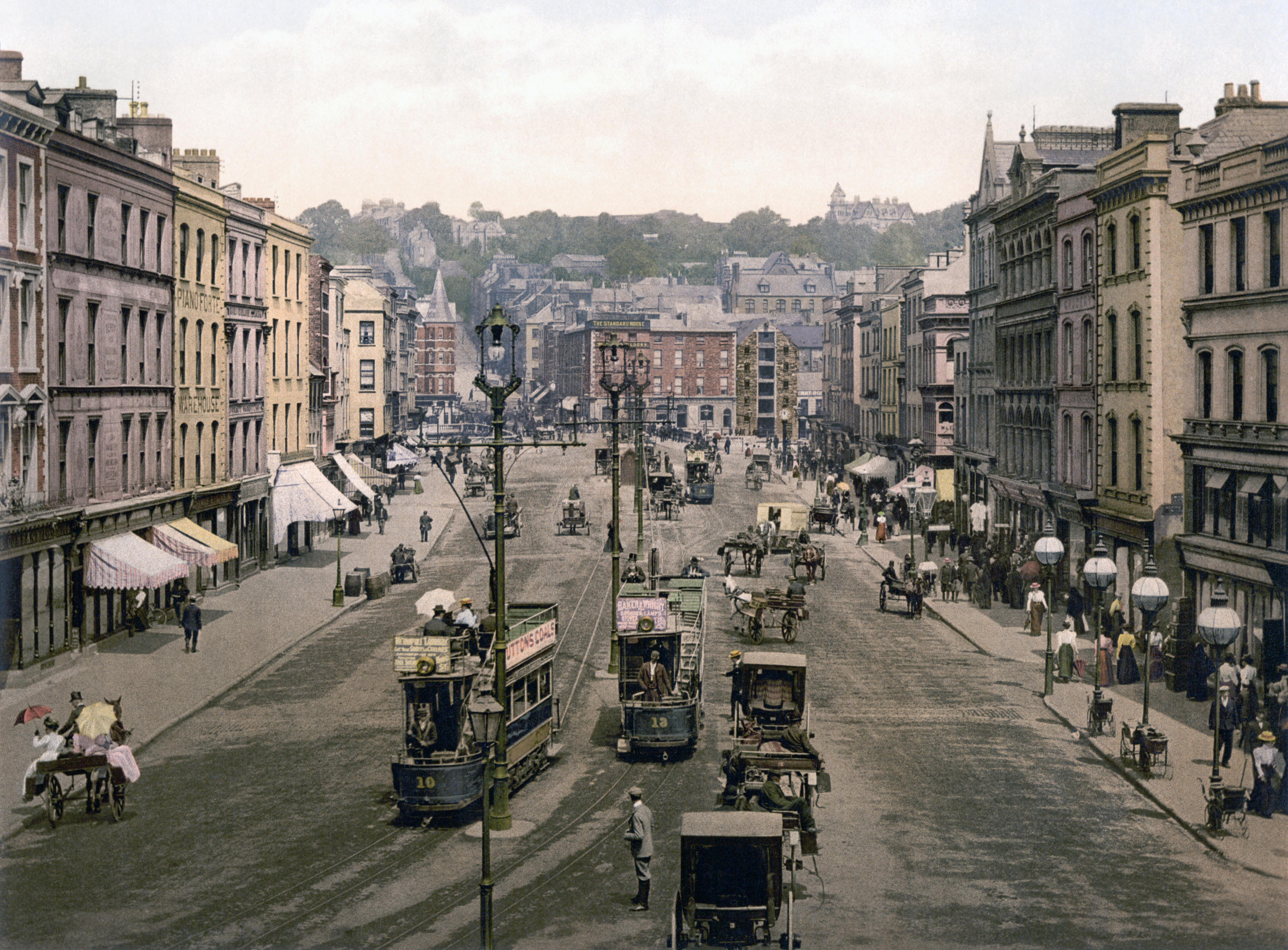
コーク市内のセントパトリックスストリート 1900年

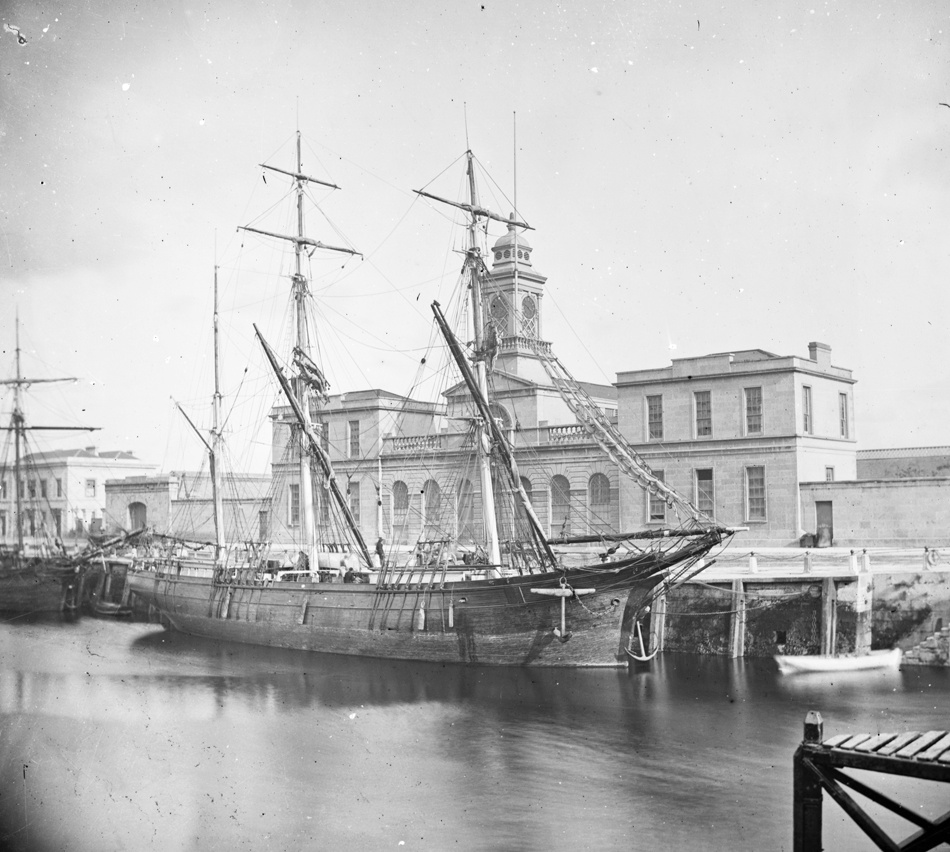
1870年代のコーク市庁舎。建物はコルクの燃焼中に破壊されました

## 余波

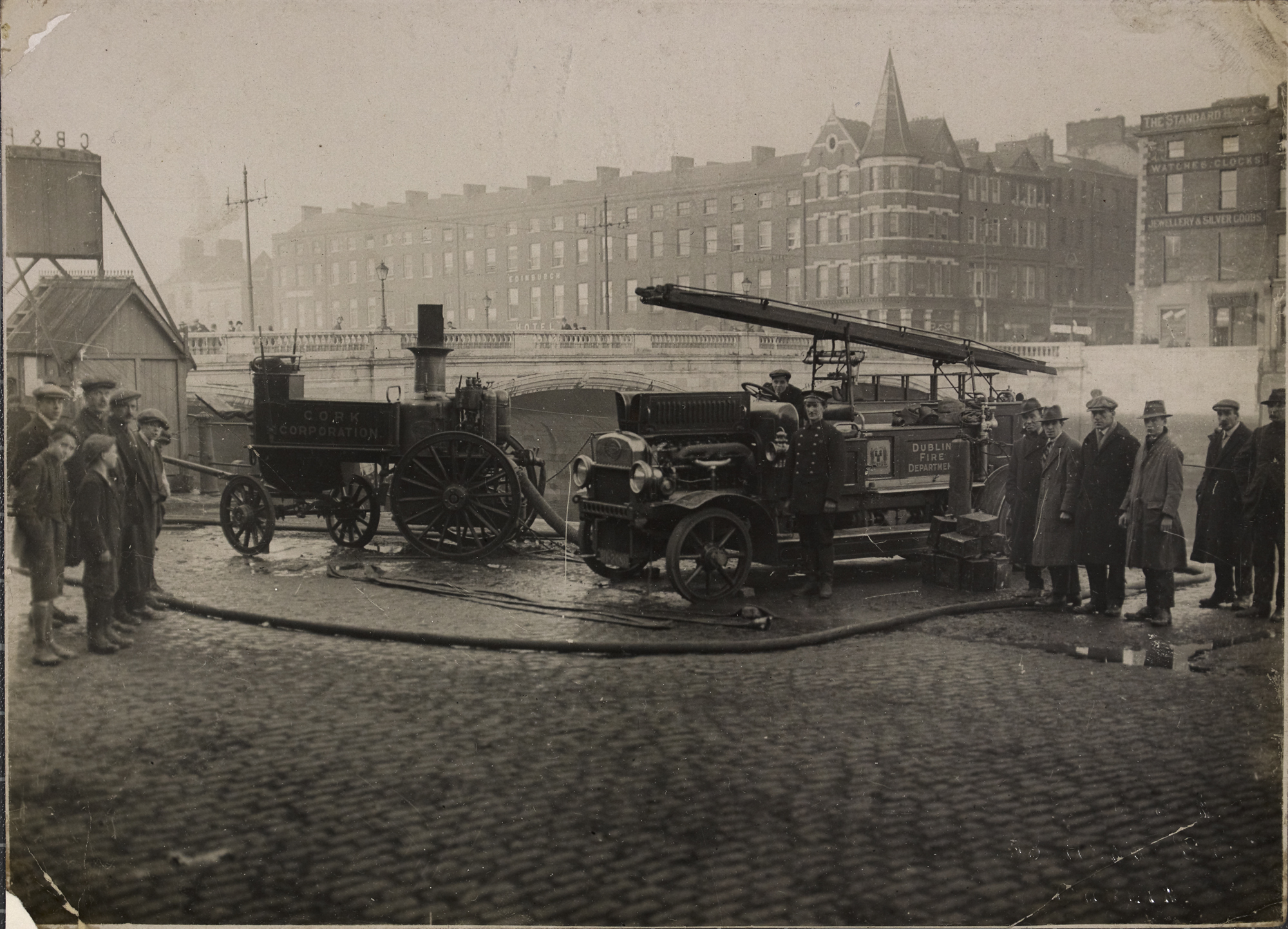
火災の余波に対処するためにダブリンから送られた消防車

### 調査

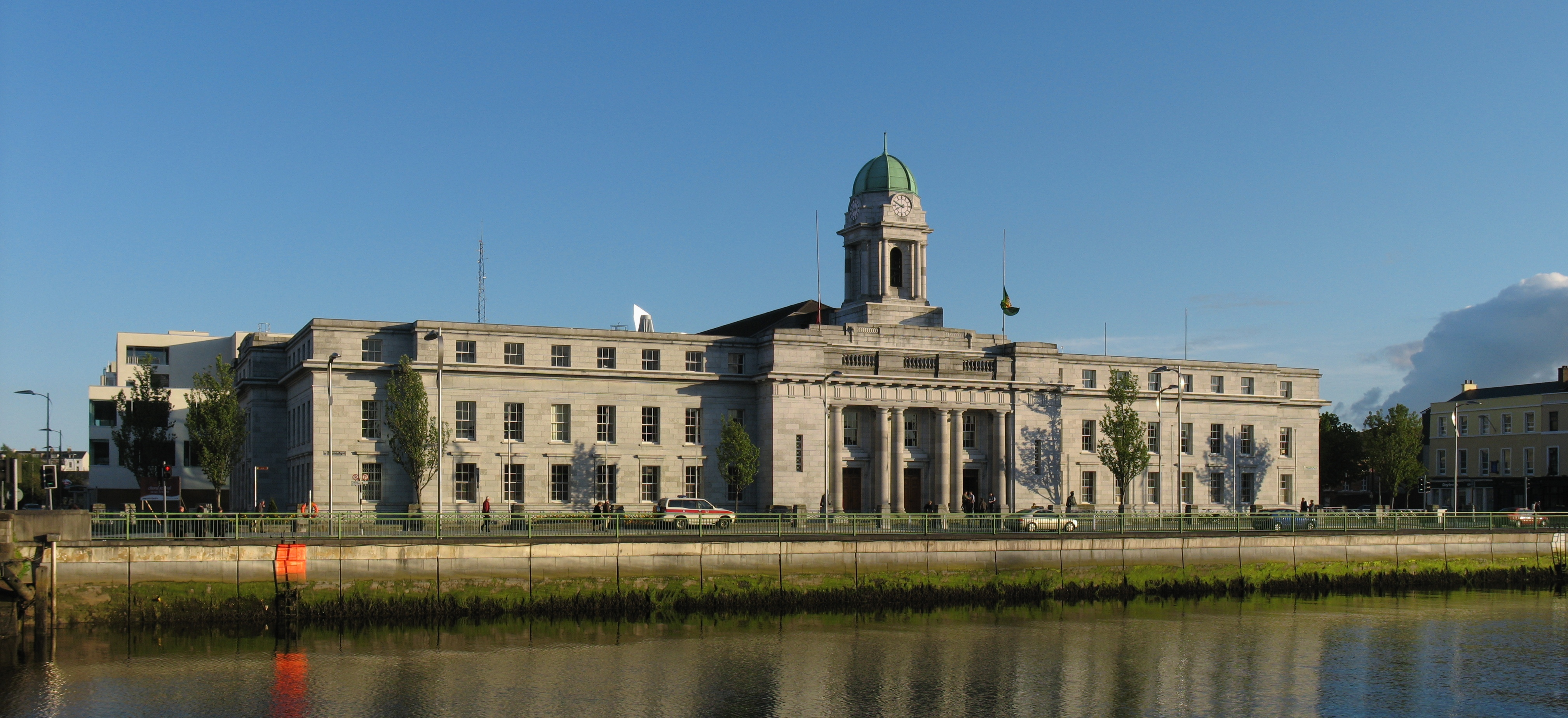
1930年代に完成した再建されたコーク市庁舎

### ノート
1. ↑  “Commemorating Cork's Patriots”. 2021年5月16日閲覧。
2. ↑  “ÉIRE 1920 – Corcaigh i gcroílár an chomhraic”. Tuairisc.ie. 2021年5月16日閲覧。
3. ↑  “[https://eprints.qut.edu.au/9/1/Ainsworth_Black_conf.PDF The Black & Tans and Auxiliaries in Ireland, 1920-1921:
Their Origins, Roles and Legacy]”.   QUT. 2021年5月16日閲覧。
4. ↑  『Rebel Cork's Fighting Story, 1916-21』Mercier Press Ltd.、2009年、88-105頁。